# Rye Water Valley/Carton SAC
Rye Water Valley/Carton SAC este o arie protejată (arie specială de conservare — SAC, sit de importanță comunitară — SCI) din Irlanda întinsă pe o suprafață de 70,48 ha, integral pe uscat.

## Localizare
Centrul sitului Rye Water Valley/Carton SAC este situat la coordonatele 53°22′49″N 6°32′14″W / 53.380163°N 6.537185°V.

## Înființare
Situl Rye Water Valley/Carton SAC a fost declarat sit de importanță comunitară în noiembrie 1997 pentru a proteja 3 specii de animale. Situl a fost protejat și ca arie specială de conservare în noiembrie 2018.

## Biodiversitate
Situată în ecoregiunea atlantică, aria protejată conține 1 habitat natural: Izvoare petrifiante cu formare de travertin (Cratoneurion).
La baza desemnării sitului se află mai multe specii protejate:
- păsări (1): pescăruș albastru (Alcedo atthis)
- nevertebrate (2): Vertigo angustior, Vertigo moulinsiana

Pe lângă speciile protejate, pe teritoriul sitului au mai fost identificate 4 specii de plante, 1 specie de păsări, 1 specie de nevertebrate.